# Ognjen Koroman
Ognjen Koroman (serbiska: Огњен Короман), född 19 september 1978 i Sarajevo, Jugoslavien (nuvarande Bosnien och Hercegovina), är en serbisk före detta fotbollsspelare. Han har representerat Serbiens fotbollslandslag sedan 2007 och deltog i Fotbolls-VM 2006 med Serbien och Montenegros landslag.